# Ann Jenner
Ann Maureen Jenner (Ewell, 8 marzo 1944) è un'ex ballerina britannica. Nel corso della sua carriera è stata prima ballerina del Royal Ballet e dell'Australian Ballet.

## Biografia
Nata e cresciuta nel Surrey, ha studiato danza alla Royal Ballet School. Dopo aver conseguito il diploma, nel 1961 è stata scritturata dal Royal Ballet, di cui è stata proclamata prima ballerina nel 1970. 
Nel corso dei suoi diciassette anni con la compagnia ha danzato in alcuni dei maggiori ruoli del repertorio, tra cui l'eponima protagonista in Giselle (Wright) e L'uccello di fuoco (Fokine), Aurora ne La bella addormentata (Petipa) e Calliope nell'Apollon Musagete (Balanchine). Particolarmente apprezzata come interprete dell'opera di Frederick Ashton, ha danzato nel primo revival di Symphonic Variations al Covent Garden e ha interpretato Lise ne La fille mal gardée accanto a Michail Baryšnikov nel 1977.
Dopo il matrimonio con il ballerino Robert Baker nel 1980 Australia, dove danzò ancora per qualche anno come prima ballerina dell'Australian Ballet prima di ritirarsi dalle scene e dedicarsi all'insegnamento.